# Csengőd
Csengőd község Bács-Kiskun vármegye Kiskőrösi járásában.

## Fekvése
Csengőd a Kiskunsági-homokhátság egyik települése; a vármegye székhelyétől, Kecskeméttől közúton mintegy 50 kilométerre délnyugatra, az 53-as főúttól nagyjából 6 kilométerre északkeletre helyezkedik el. Kiemelt tájvédelmi körzete a Turjános, mely a Kiskunsági Nemzeti Park kezelésében áll; az izsáki Kolon-tó és az azt magában foglaló nemzeti parki védett területi egység délnyugati része is közigazgatásilag Csengődhöz tartozik.
Fontosabb külterületi lakott helyek: Bucka, Kiscsengőd, Kullér és Tibold. A lakosság fő megélhetési forrását a mezőgazdaság, illetve azokhoz kapcsolódó feldolgozóipar jelenti.
A szomszédos települések: észak felől Soltszentimre, északkelet felől Izsák, kelet felől Páhi, délkelet felől Tabdi, délnyugat felől pedig Akasztó.

### Megközelítése
A települést a hazai főutak jobbára elkerülik, központját csak az 5306-os út érinti, az is csak a belterületének déli szélén halad el, kelet-nyugati irányban, összekötve a falut részint Akasztóval, részint Páhihoz és Kaskantyúhoz tartozó külterületekkel. Tabdival az 5307-es út köti össze, keleti külterületeit érinti még az 5217-es út is.
Az ország távolabbi részei felől közúton a legegyszerűbben az 53-as főúton közelíthető meg, akasztói letéréssel.
A hazai vasútvonalak közül a Budapest–Kelebia-vasútvonal érinti, melynek egy megállási pontja van itt; Csengőd vasútállomás a belterület keleti szélén helyezkedik el, közúti elérését az 5306-os útból észak felé kiágazó 53 106-os számú mellékút teszi lehetővé.

## Története
A Duna-Tisza közötti területen a magyar nép honfoglalása előtti időben szarmata-jazigok i. e. 4. – i. sz. 3. századig, hunok 4. században, ezt követően avarok éltek. Szarmata sírok a Kecskemét-kiskőrösi keskenyvágányú vasút építésekor, avar sírok a kiskőrösi vágóhíd mellett és a Szücsi dűlőben kerültek elő. Ezek a népek főleg nomád pásztorkodással foglalkoztak, tehát a jelenlegi Csengőd község területén hosszabb rövidebb ideig tartózkodhattak, mert a terület jelentős része füves puszta volt, így kiválóan alkalmas állattenyésztésre, Római emlékek kerültek elő a soltszentimrei Csonka-torony környékén: római eredetű agyagedények, kemencemelegítő cserepek, érmek, valamint sáncmaradványok. Római jelenlétre utalnak a toronyba épített keskeny téglák is.
A honfoglalás alkalmával a fejedelmi törzs a Csepel-szigetet, Fejér megyét, valamint a Dunától keletre fekvő területeket szállta meg. Árpád fejedelmet 907-ben bekövetkezett halála után fia Zsolt (Solt) követte a fejedelmi székben (907-947). Zsolt fejedelem szálláshelye a mai Solt község területén volt. A hagyomány szerint a fejedelem Csenged nevű vitéze és emberei telepedtek meg Csengőd község területén, s a település róla kapta nevét.
E területet később Solt központtal megyévé szervezték, majd miután megszűnt önállósága, Fejér vármegye solti széke néven tartották nyilván a középkorban. Az Árpád-házi királyok uralkodása idején e területhez tartozott Csenged, s a környező települések: Tabdi, Cebe stb.
Korabeli leírások szerint a tatárok elpusztították Kiskőrös, Cebe, Csengőd, Kaskantyú, Páhi, Tabdi településeket.
Csengőd lakott település 1408-ban szerepel oklevélben. Eszerint a solti székhez tartozott Páhi, Akasztó, Szent Imre stb. településekkel együtt.
1444-ben I. Ulászló király eladományozta a gazdátlan, a királyi jogok eltitkolásával idegenek által elfoglalt Chenged Pest megyei pusztát.
A törökök 1526. április 11-én kelt Pósa I. levele Mihály kalocsai préposthoz, amelyben megírja a török pusztítását Zenthymre, Thetétlen, Vathkert, Kiskeres falvakban. Nincsenek arról feljegyzések, hogy a település mikor pusztult el. Az 1690-es összeírás sem említi az elhagyott, elpusztított települések között. I. Lipót császár és király vitézségükért a Wattayaknak ajándékozza Cebe, Csengőd, Kaskantyú, Bócsa, Tabdi, Tázlár pusztákat Kiskőrössel együtt. 1701-ben Wattay István és János tulajdona. Eléggé értéktelen, homokos terület. Az itt élő kevés lakó pásztorkodással foglalkozott. Wattay 1717-19-ben a Felvidékről hozott telepeseket Kiskőrösre.
1817-ben Wattay Ferenc és György örökölte a birtokot, ami aztán leányágon öröklődött tovább. Bérleti szerződéssel, a földesúri jogok fenntartásával a puszták Kiskőrös használatába kerültek.
A 19. században a jelenlegi község területén több majorság helyezkedett el. A községtől délnyugatra, 2,5 km távolságra építette úrilakát Radvánszky Antal. Ugyanitt volt majorsága is. A község belterületén volt Bethlen Béla és Sándor uradalma. Lakóépület volt a még jelenleg is működő öreg iskolaépület a katolikus templom mellett.
Ezekben a gazdaságokban végezték munkájukat nehéz körülmények között e puszták lakói. Számuk a szabadságharc idején 48 fő volt. A kiskőrösi evangélikus egyház anyakönyvében szerepelnek többek között Zahorszki béres (1843), Jarjabka béres (1843), Torgyik béres (1847) és Göbölös béres (1869), mint Csengőd pusztai lakosok.
E gazdaságok termelési és jövedelmezőségi adatai nem állnak rendelkezésre. Ismerve azonban a község határában fekvő szántóföldek minőségét, aligha lehetnek kétségeink, hogy a néhány száz hold szántó nem biztosított magas jövedelmet. Jelentős bevételt inkább csak a marhagulya, a ménes, a juhnyáj és a sertéskonda jelentett. Az ingyenmunka az 1848. évi jobbágyfelszabadítással megszűnt. A bérmunka, bármilyen olcsó volt, megterhelte ezeket a gazdaságokat. Része lehetett a gazdasági helyzet alakulásában a század végén forgalomba hozott olcsó amerikai búzának is.
Pedig sokat javított a gazdaságok helyzetén az 1882-ben megnyitott Budapest–Szabadka-vasútvonal, melyen Csengőd vasútállomást kapott. Ezzel a személy- és teherforgalom szinte korlátlan lehetőségekhez jutott. Feltételezhető, hogy az érdekelt nagybirtokosok latba vetették befolyásukat, összeköttetéseiket, hogy Csengődöt érintse a tervezett vonal, hiszen terményeik szállítása, értékesítése szempontjából döntő fontossága volt a vasúti közlekedésnek. A fent említett gazdasági helyzet döntően hozzájárulhatott a Bethlen uradalom felszámolásához. A birtok központja a kat. iskola és templom, valamint a park helyén volt, Bethlen Béla és Sándor tulajdonát képezte. Területe 3285 hold. A pusztát megvették falutelepítés céljából Baráth Gyula csengődi, Gauzer János, Kaszai István kalocsai, Lesták Ödön pataji lakosok. Kihirdették a birtok felosztását és 1200 ölenként 65 Ft-ért eladták 80 családnak, 1891-ben. A legtöbben Vadkertről érkeztek, de szép számmal jöttek a közeli községekből, valamint a távolabbi országrészekből is. A legtöbbjük magyar anyanyelvű volt, a vadkertiek, a paksiak és a kömlődiek német anyanyelvűek voltak, de beszélték a magyar nyelvet.
1853-ban Páhi községgé alakult több pusztából és nemesi birtokból. Csengőd puszta, Tabdi és Kaskantyú is hozzátartozott. Az 1871. XVIII. tc. Páhi községet nagyközségi rangra emelte. 1900-ban Csengőd Páhi községhez, Pest-Pilis-Solt-Kiskun vármegye Kunszentmiklósi járásához tartozik. Lakóinak száma 807. Vasútállomása, postája, távírója van.
1907-ben a községháza, ahol a hivatalos ügyeket intézték, 14 km-re Kaskantyún volt. Csengőd lakói mozgalmat indítottak a közigazgatási székhely áttelepítése érdekében. A csengődiek – Orcsik Andrással az élükön – furfanggal többségre tettek szert a képviselő-testületben május 23-án, s a községháza bútorzatát, felszerelését, a jegyzőt Kaskantyúról Csengődre szállították.
Csengőd önálló községgé 1912-ben vált Orcsik András bíró, és Csaba József jegyző vezetésével. Ekkorra felépült az új községháza a Fő utcán.
Az új, önálló község vezetői nem voltak irigylésre méltó helyzetben. A legkülönbözőbb helységekből érkezett telepesekből kellett egy új faluközösséget létrehozni. Különböző anyanyelvű, különböző hagyományokon nevelődött emberek voltak. Ezeknek az embereknek a szó szoros értelmében a mindennapi létükért kellett nap mint nap megküzdeniük. Nyomasztotta őket az otthonteremtés, a megmaradás gondja. Ezeket az embereket kellett egymás és a törvények tiszteletére, az állammal szembeni kötelezettség teljesítésére késztetni.
1918-ban Csengőd nagyközségi rangot kapott, mint Pest-Pilis-Solt-Kiskun vármegye kunszentmiklósi járásának egyik települése; lakóinak száma 2313 fő volt.
1919-ben a tanácskormány bukása után Koczóh Zoltán jegyző személyében igen jó felkészültségű szakember került a község élére. 25 éven keresztül végezte felelősségteljes munkáját. A proletárdiktatúra utáni rendszerváltozással, a földosztással, a gazdasági válsággal összefüggő feladatokat kellett közmegelégedésre elvégezni. A jogszabályokat végre kellett hajtani, de az emberek bizalmát is meg kellett tartani. Többször került összeütközésbe feletteseivel, mert a lakosság, a község érdekei nem vágtak egybe a járás vagy a megye elképzeléseivel. Többek között ez történt az akkor tervezett kövesutak építése ügyében is. Egy alkalommal állásából fel is függesztették. Somogyi György bíró nagyszerűen egészítette ki és segítette a jegyző munkáját. Ő 1921-ben, mint köztiszteletnek örvendő személyiség, 74 holdon példamutatóan gazdálkodó, jómódú ember került a község élére, és 28 éven keresztül töltötte be ezt a nagy felelősséggel járó tisztséget. Vezetésük alatt a község a gazdasági válság ellenére jelentősen fejlődött gazdasági téren. A Strassburger és a Deutsch-Tibold uradalom parcellázásával jelentősen nőtt a kisgazdaságok száma is.
Több száz hold szőlő- és gyümölcsültetvény telepítésére került sor. Ebben az időben épültek a bel- és külterületi iskolák is, Tabdin, Kiscsengődön, Kullérban.
A falu az évek során egyre épült, szépült. Hagyománnyá vált az utcai előkertek létesítése, rendszeres gondozása. A tanács maga is fásítással igyekezett az összképet impozánsabbá tenni. Az utca rendjének biztosítása érdekében szükség volt bizonyos szabályrendeletek foganatosítására. Rendszeres járdatakarításra, télen hóeltakarításra kötelezték a háztulajdonosokat. Kötelezővé vált az útszéli árkok kaszálása. Tilossá vált a szennyvíz utcára vezetése.
Az újratelepítés óta 100 év telt el. Hála az ősök bölcs előrelátásának a vasút mellé jelölték ki jövendő lakhelyüket, széles, egyenes utcákkal. Itt építették fel szegényes házaikat, hogy védelmet nyerjen a család az időjárás viszontagságai ellen. Ezeknek a házacskáknak ma már nyoma sincs, mindössze néhány épület maradt fenn eredeti formájában.
Ezeket a kis házakat bővítették idők során, ha szorgalmuk, szerencséjük úgy hozta. Itt épültek fel a község intézményei. Ezek építésében a lakosság részt vett, de olyan szegény volt, hogy csak a fizikai munkát vállalta, a pénzt az állam vagy az egyház biztosította.
A község jelenlegi arculatát a 60-as évektől kezdődően vette fel. A lakosság ekkor került olyan anyagi helyzetbe, hogy a régi kicsiny vályogfalú, gyakran nádtetős házakat lebontsa, s helyettük a jelenlegi, sokat vitatott formájú, de tágas, egészséges házakat megépítse.
A község a 80-as évek végére részben saját fejlesztési alapjai, részben állami támogatás révén kialakította a legfontosabb intézményeket, közműveket, amelyek léte ebben az időszakban, Európának ebben a régiójában feltétlenül szükségesek.

## Közélete

### Polgármesterei
- 1990–1994: Égető Árpád (független)[4]
- 1994–1998: Baltás István (független)[5]
- 1998–2002: Baltás István (független)[6]
- 2002–2006: Baltás István (független)[7]
- 2006–2010: Baltás István (független)[8]
- 2010–2014: Baltás István (független)[9]
- 2014–2019: Lajter Ferenc (független)[10]
- 2019–2024: Pivarcsi Csaba (független)[11]
- 2024– : Pivarcsi Csaba (független)[1]

## Népesség
A település népességének változása:
| Lakosok száma | 2059 | 2041 | 1968 | 1958 | 1997 | 2003 | 1987 |
|               | 2013 | 2014 | 2018 | 2021 | 2022 | 2023 | 2024 |

A 2011-es népszámlálás során a lakosok 93,1%-a magyarnak, 4,4% cigánynak, 0,3% németnek, 0,2% románnak, 0,2% szlováknak mondta magát (6,9% nem nyilatkozott; a kettős identitások miatt a végösszeg nagyobb lehet 100%-nál). A vallási megoszlás a következő volt: római katolikus 62,5%, református 6,6%, evangélikus 8,6%, görög katolikus 0,3%, felekezeten kívüli 8,3% (10,8% nem nyilatkozott).
2022-ben a lakosság 93,7%-a vallotta magát magyarnak, 3,5% cigánynak, 0,5% németnek, 0,5% románnak, 0,2% szlováknak, 0,1% ukránnak, 0,1% szerbnek, 2,3% egyéb, nem hazai nemzetiségűnek (5,8% nem nyilatkozott; a kettős identitások miatt a végösszeg nagyobb lehet 100%-nál). Vallásuk szerint 41,7% volt római katolikus, 6,8% evangélikus, 5,4% református, 0,5% görög katolikus, 0,1% ortodox, 3,1% egyéb keresztény, 1,8% egyéb katolikus, 11,3% felekezeten kívüli (29,1% nem válaszolt).

## Nevezetességei
- Helytörténeti emlékház.
- A falu határában van a Duna-Tisza közének egyik legrégibb templomromja.
- Ugyancsak a közelben található a híres nótaköltő, Dankó Pista felújított kúriája.
- A település legnagyobb ünnepségsorozatának számítanak a hagyományosan október közepén megrendezett falunapok, amelyek alkalmából több száz vendég érkezik a községbe.

## Itt születtek, itt éltek
- Bontovics Lajos konzervtechnológus 1929. október 8-án itt született.